# Zastrzał (architektura)

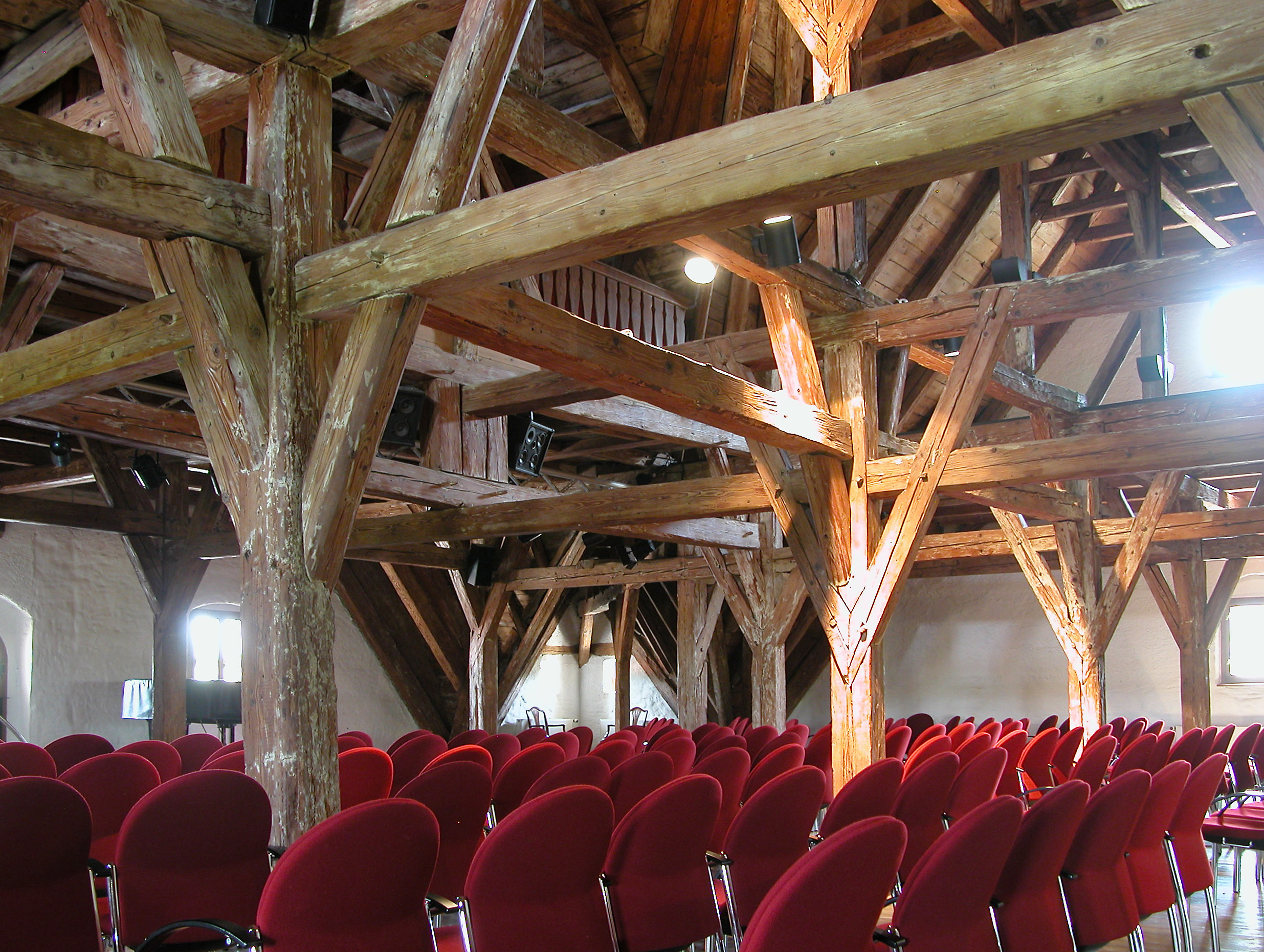
Zastrzały wzmacniające konstrukcję więźby dachowej

Zastrzał – ukośna drewniana belka w konstrukcjach szkieletowych ścian i więźbach dachowych. Usztywnia elementy pionowe konstrukcji. W niektórych więźbach dachowych stosuje się strzały do usztywniania krokwi. Niekiedy nazywany mieczem, choć jest od niego dłuższa i może przebiegać przez kilka elementów i z nimi się łączyć (tak zwana konstrukcja wielozastrzałowa). Może występować pojedynczo lub parami. Parę biegnącą od elementu pionowego w górę nazywa się ramionami, a w dół nogami. Dwa zastrzały skrzyżowane symetrycznie (krzyż Św. Andrzeja) noszą nazwę krzyżownicy.